# غريغوري دروزد
غريغوري دروزد (بالروسية: Дрозд, Григорий Анатольевич) مواليد 26 أغسطس 1979 في بروكوبيفسك، الجمهورية الروسية السوفيتية الاتحادية الاشتراكية، هو ملاكم محترف روسي.

## المسيرة الاحترافية
من نزالاته:
- انتصر على كرزيستوف وداراكزيك (27-09-2014).
- انتصر على دارنيل ويلسون (02-07-2009).
- انتصر على روب كلووي بالضربة الفنية القاضية (06-12-2008).
- خسر أمام فرات أرسلان بالضربة الفنية القاضية (28-10-2006).
- انتصر على ساول مونتانا بالضربة الفنية القاضية (30-03-2004).

## إحصائيات
خاض خلال مسيرته 41 نزالا، فاز في 40 وخسر في 1. فاز بالضربة القاضية في 28 نزالا.

## روابط خارجية
- غريغوري دروزد على موقع بوكس ريك (الإنجليزية) (registration required)